# Martínez-Sala-Entscheidung
Die Martínez-Sala-Entscheidung ist eine Entscheidung des Europäischen Gerichtshofs aus dem Jahr 1998 zur Auslegung der Wanderarbeitnehmerverordnung und der Freizügigkeitsrichtlinie im Rahmen eines Vorabentscheidungsverfahrens.

## Sachverhalt
Die Klägerin, eine spanische Staatsangehörige, lebte seit 1968 in Deutschland. Sie war bis 1986 abhängig beschäftigt und bezog anschließend Sozialhilfe nach dem Bundessozialhilfegesetz. Während sie bis 1984 lückenlos Aufenthaltserlaubnisse für ihren Aufenthalt in Deutschland erhielt, wurden alle weiteren Anträge abgelehnt. Aufgrund des Europäischen Fürsorgeabkommens (EFA) konnte sie jedoch nicht in ihr Heimatland abgeschoben werden.
Im Jahr 1993 beantragte die Klägerin für ihr neugeborenes Kind Erziehungsgeld nach dem Bundeserziehungsgeldgesetz (BErzGG). Der Antrag wurde mit der Begründung abgelehnt, dass die Klägerin keine Aufenthaltserlaubnis vorweisen konnte, was bei Ausländern Voraussetzung für einen Anspruch auf Erziehungsgeld ist. Auf den darauffolgenden Rechtsstreit legte das Bayerische Landessozialgericht dem EuGH die Frage vor, ob die Voraussetzung einer förmlichen Aufenthaltserlaubnis zum Bezug von Erziehungsgeld bei EU-Bürgern, die sich im Rahmen der Freizügigkeit erlaubt in Deutschland aufhalten, mit EU-Recht vereinbar ist.

## Zusammenfassung des Urteils
Das Gericht entschied 1998, dass Sozialleistungen, die bei Erfüllung der gesetzlichen Voraussetzungen bedingungslos ohne Nachweis der Bedürftigkeit gewährt werden, nicht von der Vorlage eines förmlichen Aufenthaltsdokuments abhängig gemacht werden dürfen, wenn Inländer keine vergleichbare Pflicht trifft, ihren rechtmäßigen Aufenthalt im Land förmlich zu beweisen. Zwar kann von einem Ausländer verlangt werden, seinen rechtmäßigen Aufenthalt in Deutschland im Rahmen der Freizügigkeit in der Europäischen Union nachzuweisen, z. B. durch Vorlage einer nationalen Identitätskarte oder eines Reisepasses, wenn auch Inländer für die gleiche Leistung ein Identitätsdokument vorlegen müssen. Die Gewährung von Sozialleistungen darf allerdings nicht von einem förmlichen, vom Gaststaat auszustellenden Aufenthaltsdokument abhängig gemacht werden, wenn Inländer kein derartiges Aufenthaltsdokument benötigen. Insofern liegt eine unzulässige Ungleichbehandlung von EU-Bürgern vor.